# لقمان (اللاذقية)
لقمان قرية في ناحية صلنفة التابعة لمنطقة الحفّة في محافظة اللاذقية. بلغ عدد سكانها 385 نسمة حسب تعداد عام 2004.